# Anna Elizabeth Klumpke
Anna Elizabeth Klumpke (San Francisco, 28 de octubre de 1856 – Ibidem, 9 de febrero de 1942) fue una pintora estadounidense de retrato y pintura de género, conocida por sus retratos de mujeres famosas como la sufragista Elizabeth Cady Stanton (1889) y la pintora Rosa Bonheur (1898).

## Trayectoria

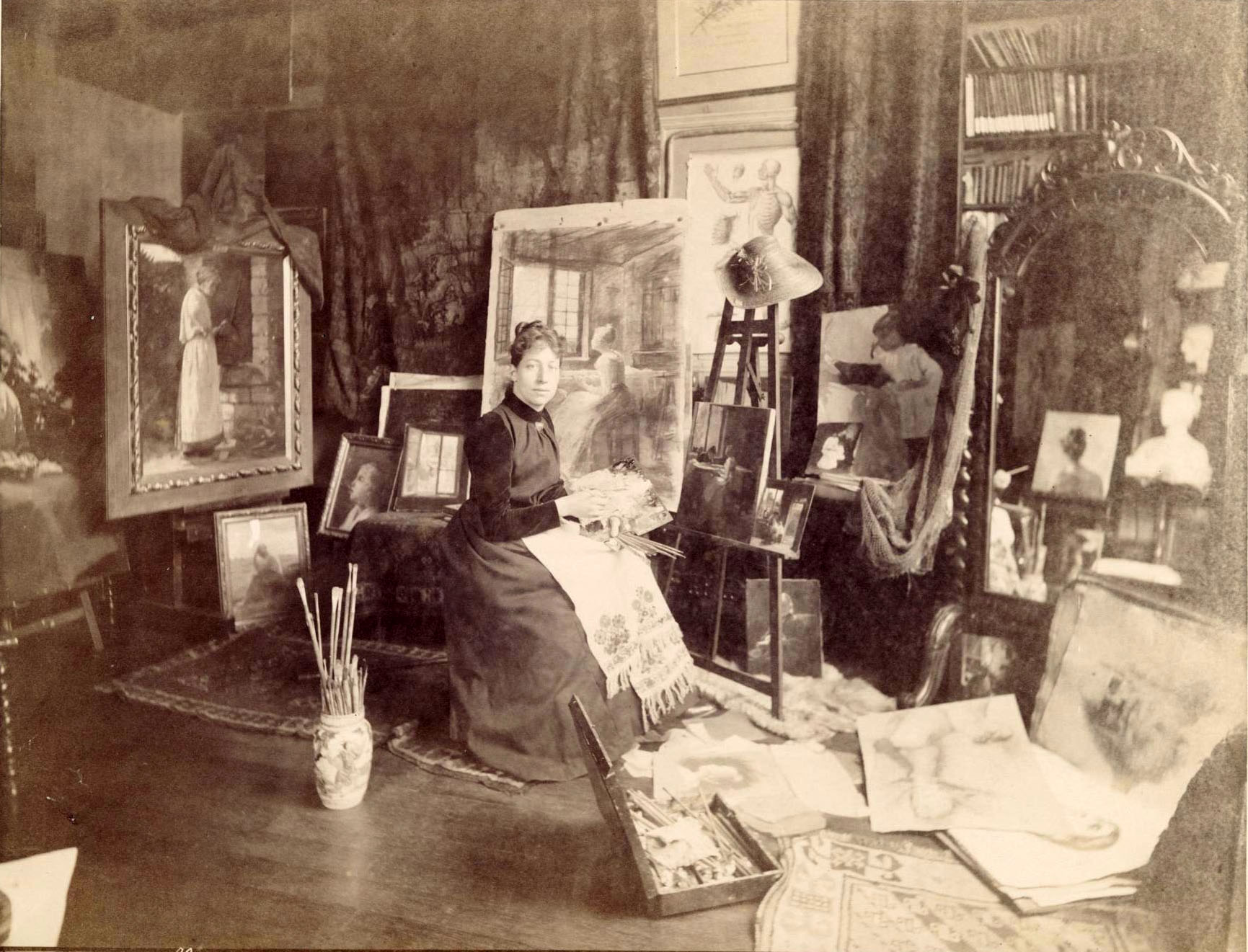
Anna Klumpke en su estudio

Anna era la mayor de ocho hermanos, entre los que estaban la astrónoma Dorothea, la violinista Julia y la neuróloga Augusta. Su madre era Dorothea Mattilda Tolle y su padre, John Gerald Klumpke, nacido en Inglaterra o Alemania, fue un exitoso y rico agente inmobiliario en San Francisco.  
A los tres años, Klumpke se cayó y sufrió una fractura de fémur. Se volvió a caer a los cinco años y sufrió osteomielitis con artritis purulenta en la rodilla. Estos problemas la incapacitaron y su madre hizo todo lo posible por encontrar un remedio. La llevó a Berlín junto a tres de sus hermanos para recibir tratamiento del doctor Bernhard von Langenbeck. Este tratamiento duró 18 meses e incluía baños termales en Bad Kreuznach. Desafortunadamente, no tuvo éxito, y Klumpke cojeó durante toda su vida. Mientras estaban en Europa, su madre se aseguró de que sus hijos recibieran una excelente educación. El tiempo que pasaron en Europa puso a prueba el matrimonio y, cuando Klumpke tenía quince años, sus padres se divorciaron. Ella y sus hermanos, ya cinco, se mudaron con su madre a Gotinga, en Alemania, donde vivieron durante un tiempo con la hermana de Mattilda, que se había casado con un ciudadano alemán. Klumpke y su hermana Augusta fueron enviadas a la escuela en Cannstatt, cerca de Stuttgart. Cuando tenía diecisiete años, la familia se mudó a Clarens, cerca del lago Lemán en Suiza donde pasó dos años en un internado. 
Durante los siguientes años, Klumpke estudió arte en casa, y en octubre de 1877, se mudó con su familia una vez más a París, donde luego se inscribió en la Academia Julian (1883–1884), bajo la tutela de los pintores Tony Robert-Fleury y Jules Lefebvre. Pasó muchas horas copiando pinturas en el Museo de Luxemburgo, incluyendo El arado en los Nivernais de Rosa Bonheur. Durante un tiempo, estudió con Vuillefroy. Presentó su primer trabajo en el Salón de París en 1884, cuando aún estaba en la Academia, y ganó el premio a la estudiante más destacada del año. Expuso regularmente en el salón durante varios años más. Después de completar sus estudios, regresó a los Estados Unidos durante unos años y dio clases en Boston. Sin embargo, en 1889, volvió a París. 
Cuando era niña, le habían regalado una muñeca "Rosa", diseñada a semejanza de la pintora francesa de animales Rosa Bonheur, tan famosa en esa época que las muñecas se hacían a su imagen. Desde la primera infancia, Klumpke había estado fascinada e inspirada por la artista. Con la intención de pintar el retrato de Bonheur, conoció personalmente a la pintora el 15 de octubre de 1889, bajo el pretexto de ser la traductora de un vendedor de caballos. Las dos mujeres no tardaron en vivir juntas en la finca de Bonheur en Thomery, cerca de Fontainebleau, y su relación duró hasta la muerte de Bonheur en 1899. Klumpke fue nombrada única heredera de los bienes de Bonheur y supervisó la venta de las obras completas de Bonheur en 1900. Fundó el Premio Rosa Bonheur en la Société des Artistes Français y organizó el museo Rosa Bonheur en el palacio de Fontainebleau.
Klumpke era una periodista rigurosa y publicó en 1908 una biografía de Bonheur, Sa Vie Son Oeuvre, basada en su propio diario y en las cartas, bocetos y otros escritos de Bonheur. En el libro, que no se publicó en inglés hasta 1998, Klumpke contó la historia de la vida de Bonheur y relató cómo había conocido a Bonheur, cómo se habían enamorado y cómo se había convertido en la retratista y pareja oficial de la artista. Expuso su trabajo en el Palacio de Bellas Artes y en el Edificio de la Mujer en la Exposición Mundial Colombina de Chicago de 1893.
Tras la muerte de Bonheur, Klumpke dividió su tiempo entre Francia, Boston y San Francisco, y finalmente se estableció en San Francisco en la década de 1930. Durante la Primera Guerra Mundial, junto a su madre, fundó un hospital militar de rehabilitación para soldados en su casa de Thomery. En 1940, a la edad de 84 años, Klumpke publicó su propia autobiografía Memoirs of an Artist,. Murió el 9 de febrero de 1942 a la edad de 86 años en su natal San Francisco. Tiene un monumento en su honor en la Neptune Society Columbarium de San Francisco, y está enterrada junto a Rosa Bonheur en el Cementerio del Père-Lachaise de París. Klumpke se incluyó en la exposición de 2018 Women artists in París 1850-1900.

## Estilo
Anna Klumpke fue principalmente una pintora de género, que a menudo pintaba escenas pastoriles con figuras estáticas, generalmente mujeres. Su pintura, Catinou Knitting, se expuso en el Salón de París en 1887. Esta imagen sentimental resultó ser muy popular y contó con múltiples reproducciones, todavía se vende en copias pintadas a mano. También pintó retratos, muchos de los cuales eran igualmente mujeres. 

## Reconocimientos
- 1885 - mención honorífica, en el Salón de París.[10]
- 1888 - primer premio, Académie Julian, París, Francia.[10]
- 1889 - Medalla de oro del templo, por la pintura En el lavadero, Academia de Bellas Artes de Pensilvania,[10] Klumpke fue la primera mujer en recibir este premio.[10]
- 1919 - Medalla de plata (medalla de plata del Reconocimiento Francés), Medalla de gratitud francesa (Reconocimiento francés),otorgada a Anna y su madre por el gobierno de Francia en relación con las contribuciones de su hermana Augusta y su cuñado Jules a Francia durante la Primera Guerra Mundial.
- 1924 - Chevalier (Chev. LH), miembro galardonado, Legión de Honor, Francia.[10]
- 1936 - Officier (OLH), otorgada por sus ocho años de membresía, Legión de Honor, Francia.[10]

### Autobiografía
- Memoirs of an Artist. Anna Elizabeth Klumpke, Boston: Wright y Potter Printing Company, 1940.

### Otras publicaciones
- Rosa Bonheur: Sa Vie Son Oeuvre. Anna Elizabeth Klumpke, Ernest Flammarion Editeur, 1908.[11]
- Rosa Bonheur: The Artist's (Auto)Biography. University of Michigan Press, 1998. ISBN 0472088424.
- Anna Klumpke, A Turn-of-the-Century Painter and Her World. Britta C. Dwyer, Northeastern, 1999. ISBN 1555533868.

## Obras notables
| Trabajo                                   | Imagen | Año  | Formato                                   | Propietario                                                                                       | Notas |
| ----------------------------------------- | ------ | ---- | ----------------------------------------- | ------------------------------------------------------------------------------------------------- | --- |
| Catinou tejiendo                          |        | 1880 | petróleo                                  | Estelle G. (Sra. Charles W.) Livingston, Kensington, California                                   | |
| Mujer sentada con un pañuelo rojo         |        | 1886 |                                           |                                                                                                   | Subastado en Bonhams, Nueva York, 21 de mayo de 2008, lote 1056                                                                               |
| En el lavadero                            |        | 1888 | Óleo sobre lienzo pintado en madera.      | Academia de Pensilvania de las bellas artes, Filadelfia, Pensilvania                              | Expuesto en el Salón de París de 1888. Ganadora de la Medalla de Oro del Templo de 1889 de PAFA (la primera mujer galardonada con la medalla) |
| Elizabeth Cady Stanton                    |        | 1889 | óleo sobre lienzo                         | Galería Nacional de Retratos, Washington D. C.                                                    | |
| Niña con gato                             |        | 1890 | pastel                                    | Joy L. Barker, Novato, California                                                                 | |
| Niña con una muñeca                       |        | 1891 | pastel                                    | Sitio histórico nacional de Longfellow, Cambridge, Massachusetts                                  | Administrado por el Departamento del Interior de los Estados Unidos, Servicio de Parques Nacionales, Washington D. C.                         |
| Un descanso de un momento, Barbizon       |        | 1891 | Pastel sobre papel, montado sobre lienzo. |                                                                                                   | Subastado en Heritage Auctions, Dallas, Texas, 14 de septiembre de 2014, lote 65725                                                           |
| Chica en un campo                         |        | 1893 | pastel                                    |                                                                                                   | Subastado en Sotheby Parke Bernet, Ciudad de Nueva York                                                                                       |
| Retrato de la señorita Mary Sophia Walker |        | 1895 | óleo sobre lienzo                         | Museo de Arte del Colegio Bowdoin, Bowdoin, Maine                                                 | |
| Retrato de Rosa Bonheur                   |        | 1898 | pastel sobre papel                        | Museo de Arte del Colegio Bowdoin, Bowdoin, Maine                                                 | |
| Rosa Bonheur                              |        | 1898 | óleo sobre lienzo                         | Museo Metropolitano de Arte, Nueva York                                                           | |
| Entre los lirios                          |        | 1909 | óleo sobre lienzo                         | Palacio de la Legión de Honor, Museos de Bellas Artes de San Francisco, San Francisco, California | |
| Retrato del violinista Goby Eberhardt     |        | 1911 | pintura                                   | Museen für Kunst und Kulturgeschichte der Hansestadt Lübeck, Museo Behnhaus, Lübeck, Alemania     | |
| El padre de la artista                    |        | 1912 | óleo sobre lienzo                         | Museo Memorial de MH de Young, Museos de Bellas Artes de San Francisco, San Francisco, California | |